# Bodó Sebestyén
Bodó Sebestyén (Csíkszentmárton, 1813. január 18. – Esztelnek, 1873. június 18.) ferences rendi szerzetes.

## Élete
1830. június 9-én lépett be a ferences rendbe, 1837. április 2-án pappá szentelték. Élete legnagyobb részét mint gimnáziumi tanár és lector töltötte; 1869-ben Alsóproumbákon volt lelkész.
Irodalmi munkái kéziratban maradtak. Lefordította Homérosz Iliaszát egészen; hexameterekbe szedte a csillagászattant, valamint a Szepesi-féle görög nyelvtant; voltak egyházi beszédei s úgy magyar, mint latin nyelven sok költeménye is. Kiváló előszeretettel volt a leoninusok iránt.